# Carl Leonhard Reinhold

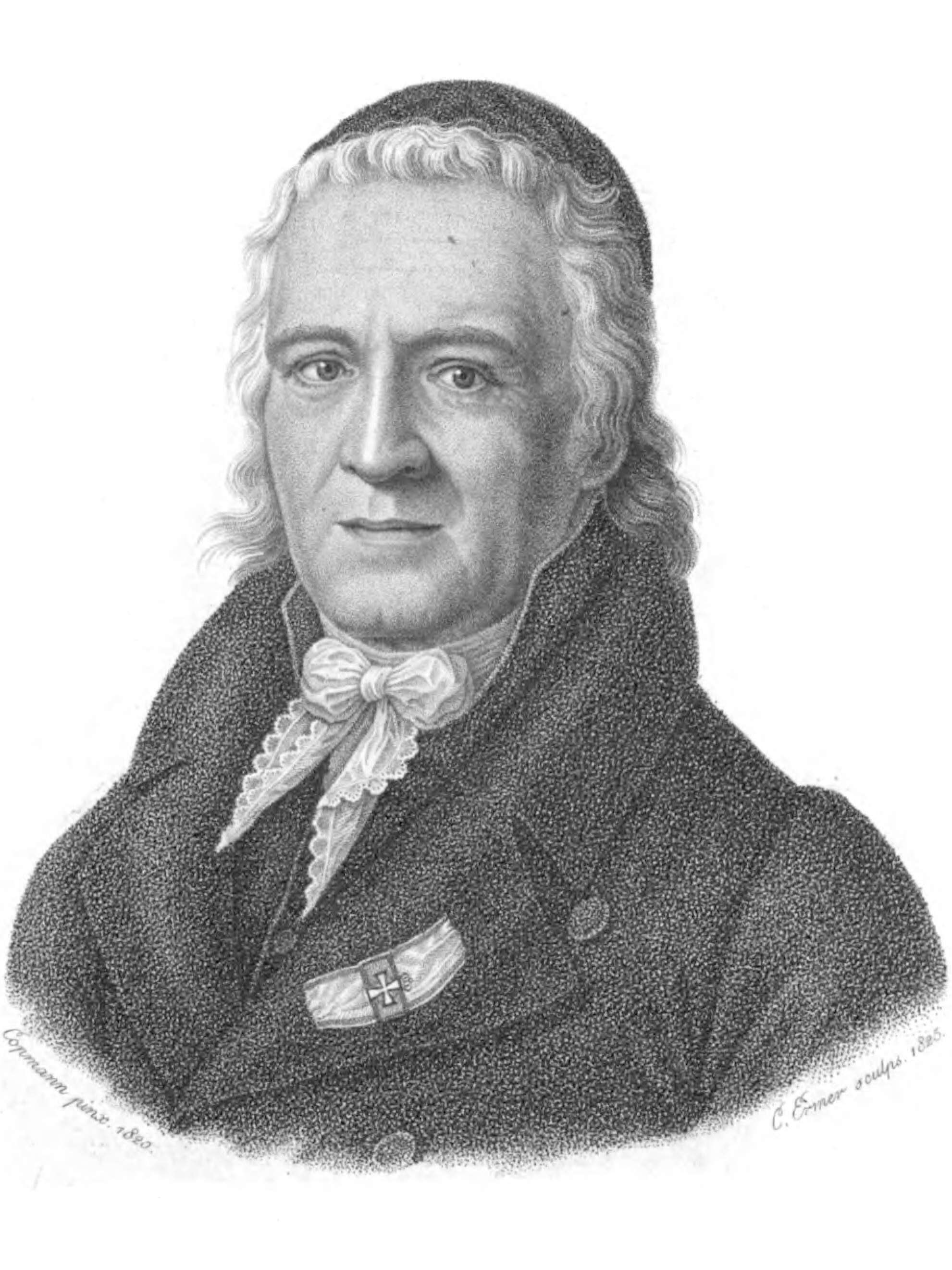
Karl Leonhard Reinhold

Carl Leonhard Reinhold (* 26. Oktober 1757 in Wien; † 10. April 1823 in Kiel) war Philosoph und Schriftsteller. Er gilt als der wichtigste aus Österreich stammende Vertreter der deutschen Aufklärung. Inzwischen wird sein philosophisches Denken in seinem gesamten Umfang und als eigenständiger Ansatz innerhalb der postkantischen Systemphilosophie zur Kenntnis genommen, erforscht und interpretiert.

## Leben und Wirken

### Familie und Kinderzeit (1757–1771)
Reinhold wurde als Sohn des Beamten Karl von Reinhold (1724–1779), der durch seine Kriegsteilnahme an den Erbfolgekriegen Maria Theresias invalid geworden war, geboren. Der Vater war als Kriegsversehrter in der Kommandantur Wiens, dem Arsenal, tätig. Sein Einkommen erlaubte es ihm, seine sieben Kinder ausbilden zu lassen und ein bescheidenes Leben mit seiner Familie zu führen. Er soll – laut Auskunft seines Enkels Ernst Reinhold – ein biederer, gutmütiger und lustiger Mann gewesen sein. Reinholds Mutter Franziska (1731–1776), geborene Briedl (Bründl), widmete sich den Kindern und ihren häuslichen Pflichten. Ihre sanfte Frömmigkeit dürfte zu Reinholds früh entstandenem Wunsch beigetragen haben, Priester zu werden. Der begabte Reinhold besuchte von seinem 7. Lebensjahr an das Wiener Gymnasium, an dem Jesuiten unterrichteten. Mit 14 Jahren legte er dort „mit rühmlichen Zeugnissen“ das Abitur ab.

### Jugendzeit (1772–1780)
1772 trat er 15-jährig als Novize ins Jesuitenkolleg St. Anna ein. Innerhalb kurzer Zeit stellte er sich auf die asketische Lebensweise im Kloster ein. Diese wurde infolge kirchenpolitischer Entscheidungen plötzlich unterbrochen. 1773 waren auf päpstlichen Erlass hin die Jesuitenorden weltweit aufgelöst worden. Reinhold rechnete die damalige päpstliche Entscheidung nicht nur dem sündigen Verhalten des Ordens, sondern auch seinem eigenen als Folge zu. Die Novizen wurden nach Hause entlassen.
In einem Brief an den Vater, in dem Reinhold seine Rückkehr ankündigte, brachte er seine Betroffenheit zum Ausdruck. Dem Rat seines Jesuitenrektors folgend, wollte er auch zu Hause seinem bereits eingeschlagenen Weg zum Klosterleben treu bleiben, bis er sich für einen anderen Orden entschieden habe. „Ich werde in der Welt leben, ohne der Welt zu leben“, schrieb er dem Vater und bat darum, ihm ein Zimmer zu überlassen, in dem er abseits vom Familienleben sein klösterliches Leben fortsetzen könne.
Ein halbes Jahr später (1774) trat er in den Barnabitenorden ein. Ähnlich wie bei den Jesuiten war es in diesem gegenreformatorisch wirkenden Orden die Hauptaufgabe, die angehenden Kleriker neben ihrer klösterlichen Ausbildung gründlich wissenschaftlich zu bilden. Reinhold absolvierte während seines Noviziats drei Jahre lang eine philosophische und weitere drei Jahre eine theologische Ausbildung. Sein Fleiß und seine rasche Auffassungsaufgabe wurden von seinen Lehrern honoriert. Sie übertrugen ihm ab 1778 philosophische Lehrtätigkeiten. 1780 wurde er zum Priester geweiht, übernahm die Ausbildung der Novizen bei den Barnabiten und war als Philosophielehrer tätig. Er unterrichtete Logik, Metaphysik, Ethik, Predigtkunst, Mathematik und Physik.

### Freundschaften
Reinhold war – wie sein Sohn Ernst berichtet – ein liebenswerter und liebenswürdiger Mann. Sein Leben lang begleiteten ihn Freundschaften mit Menschen, die ihn in seiner persönlichen Entwicklung anregten und unterstützten.
Eine solche Persönlichkeit war Paul Pepermann, sein Lehrer in Philosophie und Theologie im Noviziat bei den Barnabiten. Von Anfang an gab es zwischen beiden eine herzliche Beziehung, die sich bis zu Pepermanns Tod 1792 auch im Briefwechsel zwischen ihnen zeigte. Pepermann galt als vorurteilsfreier und klar denkender Geistlicher, war gründlich wissenschaftlich ausgebildet und hatte originelle Ideen. Er war mit deutschen Eltern in England aufgewachsen. Reinhold lernte durch ihn Englisch. So wurde ihm die Lektüre englischer Philosophen – u. a. John Locke und David Hume –, englischer Dichter und der englischen Geschichte möglich. Diese Literatur interessierte Reinhold lebenslang.
Einem weiteren Barnabiten namens Michael Denis durfte Reinhold eigene Gedichte zur Kenntnis und Beurteilung vorlegen. Er lernte im Haus von Denis den Bergbauwissenschaftler und Freimaurer Ignaz von Born, den Jesuiten und Astronomen Hell und die Dichter Karl Mastalier und Joseph von Sonnenfels kennen.
Auch Freundschaften aus dem Wiener Gymnasium mit Johann Baptist von Alxinger, Aloys Blumauer, Lorenz Leopold Haschka, Gottlieb von Leon und Joseph Franz Ratschky blieben über viele Jahre erhalten. Er nahm mit ihnen zusammen an der anregenden und vergnüglichen Wiener Musik- und Theaterwelt (u. a. Wolfgang Amadeus Mozart und Christoph Willibald Gluck) teil. Eigene Gedichte und Kritiken über Theaterveranstaltungen wurden veröffentlicht. Man besuchte auch naturwissenschaftliche Sammlungen. Es entsprach dem Geist der Zeit, naturwissenschaftliche Studien denen der Religion vorzuziehen.

### Freimaurer und Protestant (1780–1784)

#### Toleranz
Der aufklärte Gedanke der Toleranz hatte sich im 18. Jh. neben den Ideen der Freiheit, Gleichheit und der Humanität auch in Österreich verbreitet und Veränderungen der Denkweisen eingeleitet. Während die katholische Maria Theresia Toleranz gegenüber anderen Konfessionen und Religionen noch für „höchst gefährlich“ hielt, ging ihr Sohn Joseph II. seit 1781 die Umsetzung der Toleranz konsequent an. In seinen Toleranzpatenten gestand er den Angehörigen nicht-katholischer Konfessionen und Religionen neue Rechte zu. Damit förderte er den Gedanken der religiösen Toleranz in der Gesellschaft.

#### Ideale der Freimaurer
In der Wiener Gesellschaft wurde der Toleranz-Gedanke durch verschiedenste Aktivitäten verbreitet. Eine davon war die Initiative des Bergbauwissenschaftlers, Mitgliedes der Leopoldina und der Freimaurerloge in Prag Ignaz von Born, der einen Verein gegründet hatte. Dieser Verein wollte ganz im Sinne der Ideen Josephs II. aufklärerische Ideale wie Gewissens- und Gedankenfreiheit unterstützen und pflegen sowie das Mönchswesen mit allen Mitteln der Gelehrsamkeit seiner Mitglieder kritisieren. Zusammen mit gleichaltrigen, früheren Freunden schloss Reinhold sich diesem Verein an. Er und seine Jugendfreunde sollen zu den Eifrigsten in diesem Bund gehört haben. Dieser Verein trug als Freimaurerloge den Namen „Zur wahren Eintracht“.
Neben vielen anderen Aktivitäten gründeten ihre Mitglieder die „Wiener Realzeitung“, die kritische Rezensionen zu den verschiedensten Veröffentlichungen druckte. Die Stellungnahmen ließen die Auffassung der Mitarbeiter erkennen, dass Aufklärung Zeit brauche, während nicht mehr zeitgemäße Sichtweisen nur nach und nach vertrieben werden könnten. In der Rubrik „Theologie und Kirchenwesen“ stammten die meisten Rezensionen von Reinhold. Er zeigte sich in seinen Rezensionen und in Aufsätzen für andere Journale (z. B. für die „Allgemeine Literatur-Zeitung“) als eifriger Befürworter der Reformen Josephs II., sowie als engagierter Vertreter einer radikalen Aufklärung und religiöser Toleranz.

#### Ein Gelübde ohne Mönch
Die schriftstellerischen Tätigkeiten, in denen er engagiert den aufgeklärten Gedanken einer allgemeinen Humanität und Freiheit vertrat, machten Reinhold bewusst, dass er sich von den Werten seines Mönchsgelübdes bereits weit entfernt hatte. Er fühlte sich inzwischen nicht mehr an seine jugendliche Entscheidung gebunden. Auf seine Eltern musste er keine Rücksicht nehmen, da sie nicht mehr lebten. Er entschied sich dafür, den geistlichen Stand aufzugeben, um sich neu zu orientieren.
Es sei für seinen Vater nicht leicht gewesen, so Ernst Reinhold, sich aus dem „künstlichen Gespinnst von Täuschungen“ seiner klösterlichen Zeit in Wien zu befreien. Religiöse Vorurteile und Irrtümer habe dieser infolge stets als „abschreckend“ empfunden. Die Lösung aus diesen Täuschungen habe sich jedoch förderlich für dessen Entwicklung zu einem ungewöhnlichen Philosophen ausgewirkt. Das Ungewöhnliche bzw. „Eigenthümliche“ des Philosophierens Reinholds zeigte sich darin, dass seine theoretischen Lösungen immer von praktischen Überlegungen und Lebensbezügen bestimmt worden seien. In einer Zeit, als Fichte z. B. davon ausging, dass zwischen Philosophie und menschlichem Leben eine „unüberbrückbare Kluft“ bestehe, habe Reinhold „mit praktischer Wärme und Begeisterung philosophiert“.

#### Konsequenzen
Die kirchenpolitischen Machtverhältnisse ließen es damals nicht zu, Reinhold von seinem Mönchsgelübde zu entbinden. Er verließ daher 1783 mit Unterstützung von Freunden Wien und erhielt in Leipzig das „akademische Bürgerrecht“. Akademische Bürger waren von Steuern und sonstigen Abgaben befreit. Sie unterstanden der Gerichtsbarkeit der Universitäten. Er besuchte Vorlesungen, schrieb weiterhin Artikel für das Wiener Freimaurerjournal und wurde von der Wiener Loge finanziell unterstützt. Den Wunsch, nach Wien zurückzukehren, musste er schließlich wegen der unerwartet weiter bestehenden kirchenpolitischen Hindernisse aufgeben. Sein Freund Born empfahl ihm, in das protestantische Weimar überzusiedeln, um denkbaren Verfolgungen und Einflüssen kirchlicher Behörden sicher zu entgehen. Reinhold war inzwischen zum Protestantismus übergetreten. Born sagte Reinhold auch weiterhin finanzielle Unterstützung durch die Loge und durch die Abnahme von philosophischen Artikeln für das Wiener Freimaurerjournal zu.
Den Freimaurern und ihrem Ideal der Toleranz und des lebenslangen Lernens blieb Reinhold bis an sein Lebensende treu. Aus seiner Sicht bedeutete dies für einen Philosophen, Ideen für eine auf Humanität gründende Lebenspraxis zu entwickeln. Diese Ideen sollten allgemeinverständlich und für jeden nachvollziehbar sein.

### Weimar und Jena (1783–1794)
Im Mai 1784 lernte Reinhold nach seiner Umsiedlung den Dichter und Verleger Christoph Martin Wieland kennen. Die beiden schlossen eine lebenslange Freundschaft.
Reinhold schickte bis 1788 Artikel an das Wiener Freimaurerjournal und wurde Mitarbeiter von Wielands Literaturzeitschrift „Der Teutsche Merkur“. Für diese verfasste er Rezensionen und schrieb Beiträge zur Aufklärung und über die Entwicklung der Wissenschaften und des Patriotismus in Deutschland.
Reinhold wurde bald die Hauptarbeit an der Redaktion des „Merkur“ übertragen. Er verfügte nun über ein ausreichendes Einkommen und hielt um die Hand von Wielands Tochter Sophie Katharina Susanne an. Die Eheschließung fand 1785 statt. Die Ehe dauerte bis zum Tod Reinholds 1823. Diese lange Ehezeit passte zu meinen Eltern, schrieb Ernst Reinhold in seiner Biographie über den Vater. Sie gaben ein Beispiel für eine durch Liebe und Achtung geprägte Beziehung, die nur durch seltene Unglücksfälle getrübt wurde. 1786 wurde die einzige Tochter Karoline geboren und 1788 der erste Sohn Karl; 1793 Ernst, der später die Biographie und Literatur seines Vaters herausgab. 1795 schließlich kam der jüngste Sohn Friedrich zur Welt.

#### Glaubensfragen
Im Kontext von Kontroversen um die Vereinbarkeit von Denken und Glauben in einer Zeit der Aufklärung veröffentlichte Reinhold 1785 außerhalb des „Merkur“ die Schrift „Herzenserleichterung zweier Menschenfreunde in vertraulichen Briefen über Lavaters Glaubensbekenntnis“. Er stellte darin in einem fiktiven Dialog zweier Menschenfreunde das Für und Wider eines Glaubens dar, den Reinhold wegen der schwärmerisch-spekulativen Phantasien, die der reformierte Johann Caspar Lavater zu dessen Begründung heranzog, für nicht mehr zeitgemäß hielt. Er, so Reinhold, nehme an, dass seine Darstellung dazu beitragen könne, das „Widersinnige“ und damit das Unaufgeklärte der religiösen Vorstellungen Lavater’s sichtbar und nachvollziehbar zu machen.
Durchaus vereinbar mit aufklärerischen Ideen hielt Reinhold dagegen den Glauben, den Johann Gottfried Herder in seiner Geschichte der Menschheit beschrieb. Gegen die Kritik Immanuel Kants in der „Allgemeinen Literatur-Zeitung“, dass es Herder an Gründlichkeit und exakten Begriffen mangle, betonte Reinhold die „eigentümlichen Vorzüge“ der Darstellung Herders. Herder gehe nämlich von konkreten Erfahrungen und natürlichen Gegebenheiten aus und nicht von schul-philosophischen Prinzipien. Diese Erfahrung sei für Herder das Entscheidende, was aus der Sicht Kants nicht oder kaum bemerkt werden könne.